# Elsa Lanchester
Elsa Sullivan Lanchester (London, 1902. október 28. – Los Angeles, 1986. december 26.) Golden Globe-díjas angol-amerikai színésznő, Charles Laughton Oscar-díjas színész felesége. Lanchester leghíresebb szerepe a The Bride of Frankenstein című horrorfilmben volt. 1957-ben A vád tanúja című film Golden Globe-díjat hozott neki.

## Élete
Lanchester 1902-ben született egy különc londoni házaspár, James és Edith Sullivan gyermekeként. Édesanyját saját családja elmebetegnek nyilvánította, édesapja könyvelő volt, őt és bátyját, Waldót, magániskolába küldte.
Lanchester gyerekként táncórákat vett Londonban és Párizsban Raymond és Isadora Duncan testvérpártól. Az első világháború alatt tánctanár lett, és a környékbeli gyerekeket tanította táncolni, ami a Gyermekszínházzá nőtte ki magát. Lanchester társaival éjszakai műsorokat kezdtek adni egy kávéházban. A színésznő első londoni szereplése 1922-ben volt a Thirty Minutes in a Street-ban, négy évvel később a Riverside Nights-ban énekelt és komédiázott.
1927-ben Charles Laughton titkárnőjét alakította a Mr Prohack című színdarabban. 1929-ben feleségül ment Laughtonhoz, és karrierjük során többször szerepeltek még együtt színpadon és filmekben egyaránt. A házaspár megosztotta idejét London és a New York-i Broadway között, végül Hollywoodban telepedtek le. Lanchester 1933-ban kapta meg első fontosabb filmszerepét Korda Sándor VIII. Henrik magánélete című brit történelmi filmjében, ahol Laughton mellett alakította VIII. Henrik király negyedik feleségét, Klevei Annát. 
1935-ben két filmet forgatott a Metro-Goldwyn-Mayer számára, majd a Universal Pictures beválasztotta a The Bride of Frankenstein című horrorfilmbe, ami egyik legemlékezetesebb szerepe volt. Nemcsak Frankenstein szörnyfeleségét alakíthatta, hanem a regény szerzőjét, Mary Shelleyt is. 
További jelentős filmjei voltak az Eladó kísértet, a Rembrandt és a Csigalépcső. A 22. Oscar-gálán legjobb női mellékszereplőnek jelölték a Come to the Stables című filmben nyújtott alakításáért. Második Oscar-jelölését A vád tanúja című filmért kapta, amivel elnyerte a Golden Globe-díjat. 1964-ben Julie Andrewsszal és Dick Van Dyke-kal szerepelt a Mary Poppins című musicalben. Utolsó filmes szereplése 1980-ban volt a Die Laughing-ban.

### Magánélete
Lanchester 1962-ig házasságban élt Charles Laughtonnal annak haláláig. Gyermekük nem született.

## Filmográfia

### Színpadi alakításai a Broadwayen
- 1931: Payment Deferred – Winnie Marble (John Golden Theatre)
- 1941: They Walk Alone – Emmy Baudine (Lyceum Theatre)

### Filmek
| Év   | Cím                                                      | Szerep                          | Magyar hang                                                                                    |
| ---- | -------------------------------------------------------- | ------------------------------- | ---------------------------------------------------------------------------------------------- |
| 1927 | One of the Best                                          | Kitty                           |                                                                                                |
| 1928 | The Constant Nymph                                       | hölgy                           | (nincs a stáblistán)                                                                           |
| 1931 | The Love Habit                                           | Mathilde                        |                                                                                                |
| 1931 | Potiphar's Wife                                          | Therese                         |                                                                                                |
| 1931 | The Officers' Mess                                       | Cora Melville                   |                                                                                                |
| 1932 | The Stronger Sex                                         | Thompson                        |                                                                                                |
| 1933 | VIII. Henrik magánélete (The Private Life of Henry VIII) | Klevei Anna, a negyedik feleség | Kútvölgyi Erzsébet                                                                             |
| 1934 | The Private Life of Don Juan                             | szobalány                       | (nincs a stáblistán)                                                                           |
| 1935 | David Copperfield                                        | Clickett                        |                                                                                                |
| 1935 | Naughty Marietta                                         | Madame d'Annard                 |                                                                                                |
| 1935 | Bride of Frankenstein                                    | Mary Shelley / a Szörny társa   |                                                                                                |
| 1935 | Eladó kísértet (The Ghost Goes West)                     | Miss Shepperton                 | Balogh Emese                                                                                   |
| 1936 | Rembrandt                                                | Hendrickje Stoffels             | 1. magyar változat: Földi Teri 2. magyar változat: Jani Ildikó                                 |
| 1938 | Vessel of Wrath                                          | Martha Jones                    |                                                                                                |
| 1941 | Ladies in Retirement                                     | Emily Creed                     |                                                                                                |
| 1942 | Son of Fury: The Story of Benjamin Blake                 | Bristol Isabel                  |                                                                                                |
| 1942 | Tales of Manhattan                                       | Elsa Smith                      |                                                                                                |
| 1943 | Forever and a Day                                        | Mamie                           |                                                                                                |
| 1943 | Thumbs Up                                                | Emma Finch                      |                                                                                                |
| 1943 | Lassie hazatér                                           | Mrs Carraclough                 | Karancz Katalin                                                                                |
| 1944 | Passport to Destiny                                      | Ella Muggins                    |                                                                                                |
| 1946 | Csigalépcső (The Spiral Staircase)                       | Mrs Oates                       | Kocsis Mariann                                                                                 |
| 1946 | The Razor’s Edge                                         | Miss Keith                      |                                                                                                |
| 1947 | End of the Rainbow                                       | Tanya hercegnő                  |                                                                                                |
| 1947 | A püspök felesége (The Bishop's Wife)                    | Matilda                         | Makay Andrea                                                                                   |
| 1948 | A nagy óra (The Big Clock)                               | Louise Patterson                | Váradi Hédi                                                                                    |
| 1949 | The Secret Garden                                        | Martha                          |                                                                                                |
| 1949 | Come to the Stable                                       | Amelia Potts                    |                                                                                                |
| 1949 | A főfelügyelő (The Inspector General)                    | Maria                           | 1. magyar változat: Bánki Zsuzsa 2. magyar változat: Kiss Mari 3. magyar változat: Zsurzs Kati |
| 1950 | Buccaneer's Girl                                         | Madame Brizar                   |                                                                                                |
| 1950 | Mystery Street                                           | Mrs Smerrling                   |                                                                                                |
| 1950 | The Petty Girl                                           | Dr. Crutcher                    |                                                                                                |
| 1950 | Frenchie                                                 | Grófné                          |                                                                                                |
| 1952 | Dreamboat                                                | Dr. Mathilda Coffey             |                                                                                                |
| 1952 | Les Miserables                                           | Madame Magloire                 |                                                                                                |
| 1952 | Androcles and the Lion                                   | Megaera                         |                                                                                                |
| 1953 | The Girls of Pleasure Island                             | Thelma                          |                                                                                                |
| 1954 | Hell's Half Acre                                         | Lida O'Reilly                   |                                                                                                |
| 1954 | 3 Ring Circus                                            | a szakállas hölgy               |                                                                                                |
| 1955 | The Glass Slipper                                        | Sonder özvegy                   |                                                                                                |
| 1955 | Alice in Wonderland                                      | a Vörös Királynő                |                                                                                                |
| 1957 | A vád tanúja (Witness for the Prosecution)               | Miss Plimsoll                   | 1. magyar változat: Kiss Manyi 2. magyar változat: Szabó Éva                                   |
| 1958 | Harang, biblia és gyertya (Bell Book and Candle)         | Queenie Holroyd                 | Győry Ilona                                                                                    |
| 1962 | The Flood                                                | Noah felesége                   |                                                                                                |
| 1964 | Honeymoon Hotel                                          | szobalány                       |                                                                                                |
| 1964 | Mary Poppins                                             | Katie dada                      | Margitai Ági                                                                                   |
| 1964 | Pajama Party                                             | Wendy néni                      |                                                                                                |
| 1965 | A fránya macska That Darn Cat!                           | Mrs. MacDougall                 | Győry Ilona                                                                                    |
| 1967 | Álom ez, nem való (Easy Come, Easy Go)                   | Madame Neherina                 |                                                                                                |
| 1968 | Feketeszakáll szelleme (Blackbeard's Ghost)              | Emily Stowecroft                | Komlós Juci                                                                                    |
| 1969 | Rascal                                                   | Mrs Satterfield                 |                                                                                                |
| 1969 | Én, Natalie (Me, Natalie)                                | Miss Dennison                   | n.a                                                                                            |
| 1969 | In Name Only                                             | Gertrude Caruso                 |                                                                                                |
| 1971 | Willard                                                  | Henrietta Stiles                |                                                                                                |
| 1973 | Terror in the Wax Museum                                 | Julia Hawthorn                  |                                                                                                |
| 1973 | Arnold                                                   | Hester                          |                                                                                                |
| 1976 | Meghívás egy gyilkos vacsorára (Murder by Death)         | Jessica Marbles                 | Tábori Nóra                                                                                    |
| 1979 | Where's Poppa?                                           | Momma Hocheiser                 |                                                                                                |
| 1980 | Die Laughing                                             | Sophie                          |                                                                                                |

### Televíziós sorozatok
| Év      | Cím                         | Szerep (zárójelben az évad (S) és/vagy epizód (E) száma)    |
| ------- | --------------------------- | ----------------------------------------------------------- |
| 1953    | Studio One                  | ? (S6E04)                                                   |
| 1953    | Omnibus                     | ? (S2E08)                                                   |
| 1953    | Schlitz Playhouse           | Betsey Monk, az özvegy (S3E17)                              |
| 1954–56 | Lux Video Theatre           | 1954: Emily (S5E16) 1956: Miss Mabel (S6E44)                |
| 1955    | The Ford Television Theatre | Rosie Bowker (S3E26)                                        |
| 1955    | The Best of Broadway        | Mrs Orcutt (S1E08)                                          |
| 1955    | Max Liebman Spectaculars    | Rottenmeier kisasszony (S2E01)                              |
| 1955    | The Star and the Story      | ? (S2E05)                                                   |
| 1956    | Shower of Stars             | Mrs Zooker (S2E06)                                          |
| 1956    | The 20th Century-Fox Hour   | Ida Perkins (S2E02)                                         |
| 1956    | I Love Lucy                 | Mrs. Edna Grundy (S6E06)                                    |
| 1956    | Robert Montgomery Presents  | ? (S8E15)                                                   |
| 1958    | Shirley Temple's Storybook  | lúdmama (S1E16)                                             |
| 1960    | Adventures in Paradise      | Miss Creshaw (S2E02)                                        |
| 1961    | General Electric Theater    | Hanna Winters (S10E04)                                      |
| 1961    | The Dick Powell Theatre     | Naomi Griswald (S1E13)                                      |
| 1962    | Follow the Sun              | Lilli St. John (S1E27)                                      |
| 1963–64 | Burke's Law                 | 1963: Bessie Mopes (S1E13) 1964: Mrs. Ormsby (S2E03)        |
| 1964    | The Eleventh Hour           | Mrs Dalrymple (S2E23)                                       |
| 1964    | The Alfred Hitchcock Hour   | Aggie McGregor (S3E07)                                      |
| 1965    | Ben Casey                   | Mrs Miriam Crain (S4E14)                                    |
| 1965    | The Man from U.N.C.L.E.     | Dr Agnes Dabree (S1E23)                                     |
| 1965    | Slattery's People           | Louella Woodward (S1E26)                                    |
| 1965–66 | The John Forsythe Show      | Margaret Culver (30 epizód)                                 |
| 1968    | Off to See the Wizard       | Sonder özvegy (S1E22)                                       |
| 1969    | The Magical World of Disney | Mrs Formby (S16E02–E03)                                     |
| 1969    | Then Came Bronson           | Hattie Calter (S1E04)                                       |
| 1969    | It Takes a Thief            | Miss Mollie Taylor (S3E12)                                  |
| 1970–71 | The Bill Cosby Show         | Mrs Wochuk (S1E16, S2E23)                                   |
| 1971    | Nanny and the Professor     | Henrietta néni (S3E05, E07, E10)                            |
| 1972    | Night Gallery               | Lydia Bowen (S2E15)                                         |
| 1972–73 | Mannix                      | 1972: Edna Barrington (S5E24) 1973: Portia Penhaven (S6E17) |
| 1973    | Here's Lucy                 | Mumsie Westcott (S5E18)                                     |

## Díjak és jelölések
| Esemény                       | Film               | Díj              | Kategória                  | Eredmény |
| ----------------------------- | ------------------ | ---------------- | -------------------------- | -------- |
| National Board of Review, USA | Vessel of Wrath    | NBR díj          |                            | Elnyerte |
| 22. Oscar-gála                | Come to the Stable | Oscar-díj        | legjobb női mellékszereplő | Jelölve  |
| 30. Oscar-gála                | A vád tanúja       | Oscar-díj        | legjobb női mellékszereplő | Jelölve  |
| 15. Golden Globe-gála         | A vád tanúja       | Golden Globe-díj | legjobb női mellékszereplő | Elnyerte |